# Malhamspitzen
Les Malhamspitzen sont un ensemble de quatre cimes montagneuses qui s’élèvent à 3 368 m d’altitude dans les Hohe Tauern, en Autriche.